# Martin Nečas
Martin Nečas (* 15. Januar 1999 in Nové Město na Moravě) ist ein tschechischer Eishockeyspieler, der seit Januar 2025 bei der Colorado Avalanche in der National Hockey League unter Vertrag steht. Zuvor verbrachte der Center über sieben Jahre bei den Carolina Hurricanes, die ihn im NHL Entry Draft 2017 an zwölfter Position ausgewählt hatten.

## Karriere

### Jugend

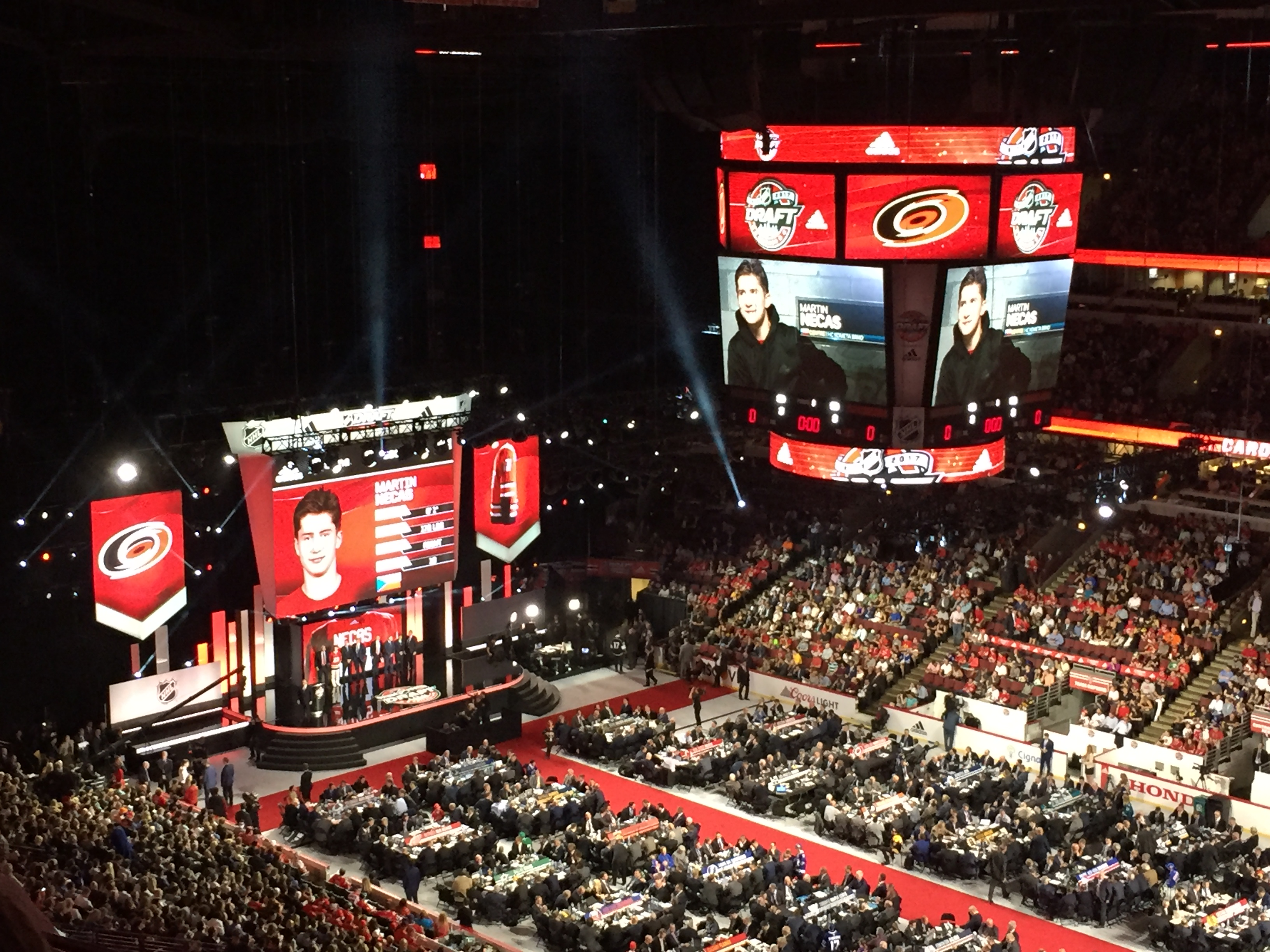
Die Bühne des NHL Entry Draft 2017 bei der Auswahl Nečas’ durch die Carolina Hurricanes.

Nečas verbrachte seine Juniorenzeit beim SKLH Žďár nad Sázavou. Für den Klub spielte der Stürmer bis in die Saison 2014/15 hinein. Bereits als 13-Jähriger hatte er dabei in der U16-Mannschaft des Klubs debütiert. Im Verlauf der Saison 2014/15 wechselte der Angreifer in den Nachwuchs des HC Kometa Brno. Beim in der tschechischen Extraliga beheimateten Klub durchlief Nečas die U16- und U18-Mannschaft. Die Saison 2014/15 schloss er als Topscorer der Altersklasse U16 ab. Im folgenden Spieljahr führte er die U18-Mannschaft als Topscorer der Playoffs zum Gewinn des tschechischen Meistertitels. Zum Beginn der Spielzeit 2016/17 – er war zuvor im KHL Junior Draft 2016 an zehnter Gesamtstelle vom HK Traktor Tscheljabinsk ausgewählt worden – gelang dem 17-Jährigen der Sprung in die Profimannschaft Brnos. Er schloss das Spieljahr als bester Liganeuling ab und gewann mit dem Team den tschechischen Meistertitel. In insgesamt 51 Einsätzen steuerte er dazu 19 Scorerpunkte bei. Darunter befanden sich elf Tore, von denen er vier in den Playoffs erzielte.

### Carolina Hurricanes

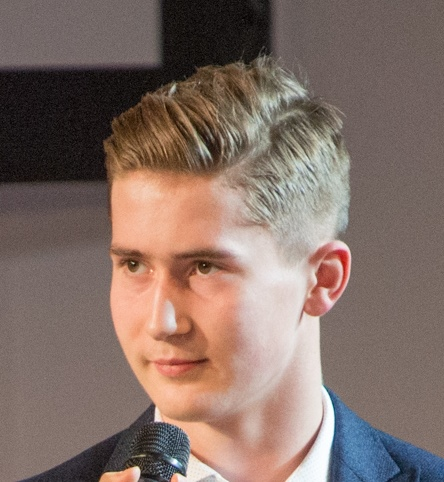
Martin Nečas (2018)

Im Sommer 2017 wurde Nečas im NHL Entry Draft 2017 als insgesamt zwölfter Spieler von den Carolina Hurricanes aus der National Hockey League ausgewählt. Im selben Jahr zogen ihn die Saginaw Spirit beim CHL Import Draft als Gesamtzehnten. Das Team aus Michigan kam wegen der Rechte der Hurricanes nicht zum Zuge. Der Tscheche wurde nur wenige Wochen nach dem Draft von den Hurricanes unter Vertrag genommen, absolvierte die Saisonvorbereitung in Nordamerika und stand im vierten Saisonspiel Carolinas erstmals in der NHL auf dem Eis. Dies sollte allerdings sein einziger Einsatz in der NHL-Saison 2017/18 bleiben, da sich das Management entschied, den Mittelstürmer zur weiteren Entwicklung zurück in seine tschechische Heimat zu schicken. Dort lief er auf Leihbasis wieder für Kometa Brno auf. Mit dem Klub gelang die erfolgreiche Titelverteidigung der tschechischen Meisterschaft. Zudem wurde Nečas als wertvollster Spieler der Extraliga ausgezeichnet, nachdem er in 38 Einsätzen an 26 Toren beteiligt gewesen war.
Mit Beginn der Spielzeit 2018/19 wechselte Nečas fest in die Organisation der Hurricanes und kam dort zudem vorerst für deren Farmteam, die Charlotte Checkers, in der American Hockey League (AHL) zum Einsatz. Mit den Checkers gewann er am Saisonende den Calder Cup. Zur Saison 2019/20 etablierte sich der Tscheche schließlich im NHL-Aufgebot der Hurricanes. In der Spielzeit 2022/23 steigerte er seine persönliche Bestleistung deutlich auf 71 Punkte aus 82 Partien, womit er bester Scorer seines Teams wurde.

### Colorado Avalanche
Im Januar 2025 wurde Nečas im Rahmen eines größeren, drei Teams umfassenden Tauschgeschäftes an die Colorado Avalanche abgegeben, ebenso wie Jack Drury, ein Zweitrunden-Wahlrecht im NHL Entry Draft 2025 sowie ein Viertrunden-Wahlrecht im NHL Entry Draft 2026. Zu den Hurricanes wechselten im Gegenzug Mikko Rantanen, Taylor Hall und die Rechte an Nils Juntorp, jeweils von den Chicago Blackhawks, die Rantanen zuvor von Colorado erhalten hatten und weiterhin die Hälfte seines Gehalts übernahmen. Chicago bekam dafür ein Drittrunden-Wahlrecht im NHL Entry Draft 2025 von Carolina.

### International

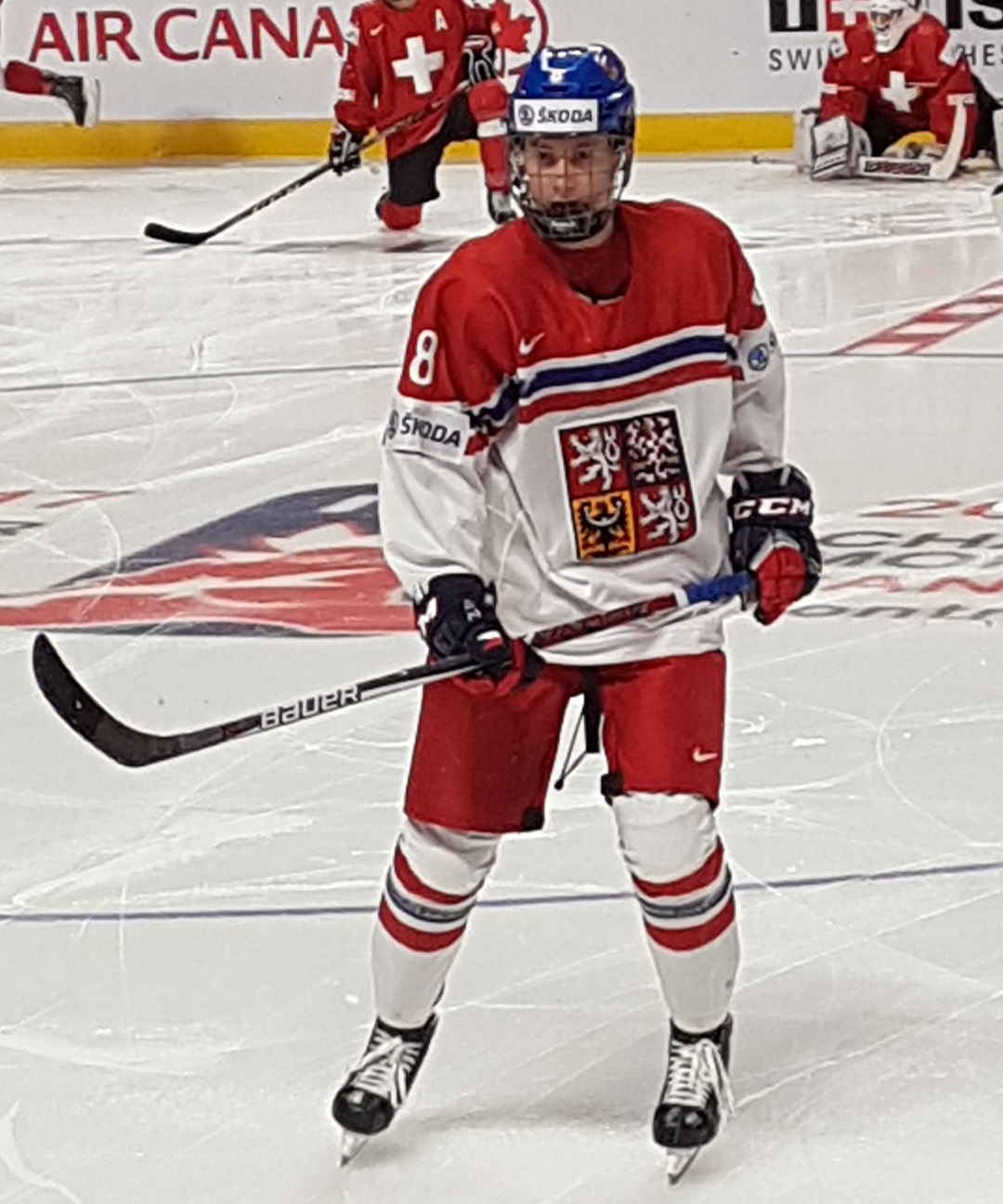
Nečas im Trikot der tschechischen U20-Nationalmannschaft (2016)

Für sein Heimatland stand Nečas im Juniorenbereich bei zahlreichen internationalen Turnieren auf dem Eis. Seinen ersten Auftritt hatte der Stürmer bei der World U-17 Hockey Challenge 2015, bei der Tschechien den siebten Platz belegte. Beim Ivan Hlinka Memorial Tournament 2016 wenige Monate später führte Nečas sein das Team als Mannschaftskapitän zum erstmaligen Gewinn des Turniers. Des Weiteren spielte er im Jahr 2017 sowohl bei der U20-Junioren-Weltmeisterschaft als auch U18-Junioren-Weltmeisterschaft, ohne jedoch in die Medaillenränge vorzustoßen. Bei der U20-Junioren-Weltmeisterschaft 2018 erreichte der Angreifer mit der Mannschaft den vierten Platz. Er selbst war Topscorer seines Teams und erzielte ebenso viele Scorerpunkte wie Turnier-Topscorer Casey Mittelstadt. Seine acht Torvorlagen waren hingegen alleinstehend die meisten des Wettbewerbs.
Für die tschechische A-Nationalmannschaft debütierte Nečas im Rahmen der Euro Hockey Tour 2017/18. Davon gefolgt war die Teilnahme an der Weltmeisterschaft 2018 in Dänemark. Zum Jahreswechsel 2018/19 nahm er an der U20-Junioren-Weltmeisterschaft 2019 teil. Des Weiteren spielte der Stürmer bei den Weltmeisterschaften der Jahre 2024, als er mit dem Team im eigenen Land die Goldmedaille gewann, und 2025.

## Erfolge und Auszeichnungen
| - 2016 Tschechischer U18-Junioren-Meister mit dem HC Kometa Brno - 2017 Tschechischer Meister mit dem HC Kometa Brno - 2017 Rookie des Jahres der Extraliga - 2018 Tschechischer Meister mit dem HC Kometa Brno | - 2018 Wertvollster Spieler der Extraliga - 2019 Calder-Cup-Gewinn mit den Charlotte Checkers - 2024 NHL-Spieler des Monats November |

### International
- 2016 Goldmedaille beim Ivan Hlinka Memorial Tournament
- 2018 Bester Vorlagengeber der U20-Junioren-Weltmeisterschaft
- 2024 Goldmedaille bei der Weltmeisterschaft

## Karrierestatistik
Stand: Ende der Saison 2024/25

### International
Vertrat Tschechien bei:
| - World U-17 Hockey Challenge 2015 - Ivan Hlinka Memorial Tournament 2016 - U20-Junioren-Weltmeisterschaft 2017 - U18-Junioren-Weltmeisterschaft 2017 - U20-Junioren-Weltmeisterschaft 2018 | - Weltmeisterschaft 2018 - U20-Junioren-Weltmeisterschaft 2019 - Weltmeisterschaft 2024 - Weltmeisterschaft 2025 |

(Legende zur Spielerstatistik: Sp oder GP = absolvierte Spiele; T oder G = erzielte Tore; V oder A = erzielte Assists; Pkt oder Pts = erzielte Scorerpunkte; SM oder PIM = erhaltene Strafminuten; +/− = Plus/Minus-Bilanz; PP = erzielte Überzahltore; SH = erzielte Unterzahltore; GW = erzielte Siegtore; 1 Play-downs/Relegation; Kursiv: Statistik nicht vollständig)